# Julien Schick
Pour les articles homonymes, voir Schick.
Julien Schick, né le 7 juin 1981 à Montauban (Tarn-et-Garonne), est un coureur cycliste français.

## Biographie
Julien Schick totalise près de 40 succès sur des épreuves nationales et internationales[réf. nécessaire] dont le classement général du Tour du Faso en 2010.

## Palmarès et résultats

### Palmarès par année
- 2001
  - Trophée des Bastides
  - 3e de la Primevère Montoise
- 2002
  - 2e du Grand Prix de Puy-l'Évêque
- 2003
  - 3e étape du Tour du Loir-et-Cher
- 2007
  - Ronde et Boucles Gersoises
- 2008
  - Tour des Corbières
  - 3e du Trophée de l'Essor
- 2009
  - 1re étape du Tour du Faso
  - 3e du Critérium des Deux Vallées
- 2010
  - Classement général du Tour du Faso
  - 2e du Tour des Landes
- 2012
  - 2e des Boucles du Tarn et du Sidobre
  - 3e du Tour de Nouvelle-Calédonie
- 2013
  - Trophée des Bastides
  - 3e de Châteauroux-Limoges

### Classements mondiaux
| Année           | 2010 | 2011 |
| --------------- | ---- | ---- |
| UCI Africa Tour | 68e  | 19e  |